# Ivan Tričkovski
Ivan Tričkovski (makedonska: Иван Тричковски), född 18 april 1987, är en nordmakedonsk fotbollsspelare som spelar för AEK Larnaca. Han representerar även Nordmakedoniens landslag.
2011 blev han vald till årets spelare i Nordmakedonien.